# Platja d'en Bossa

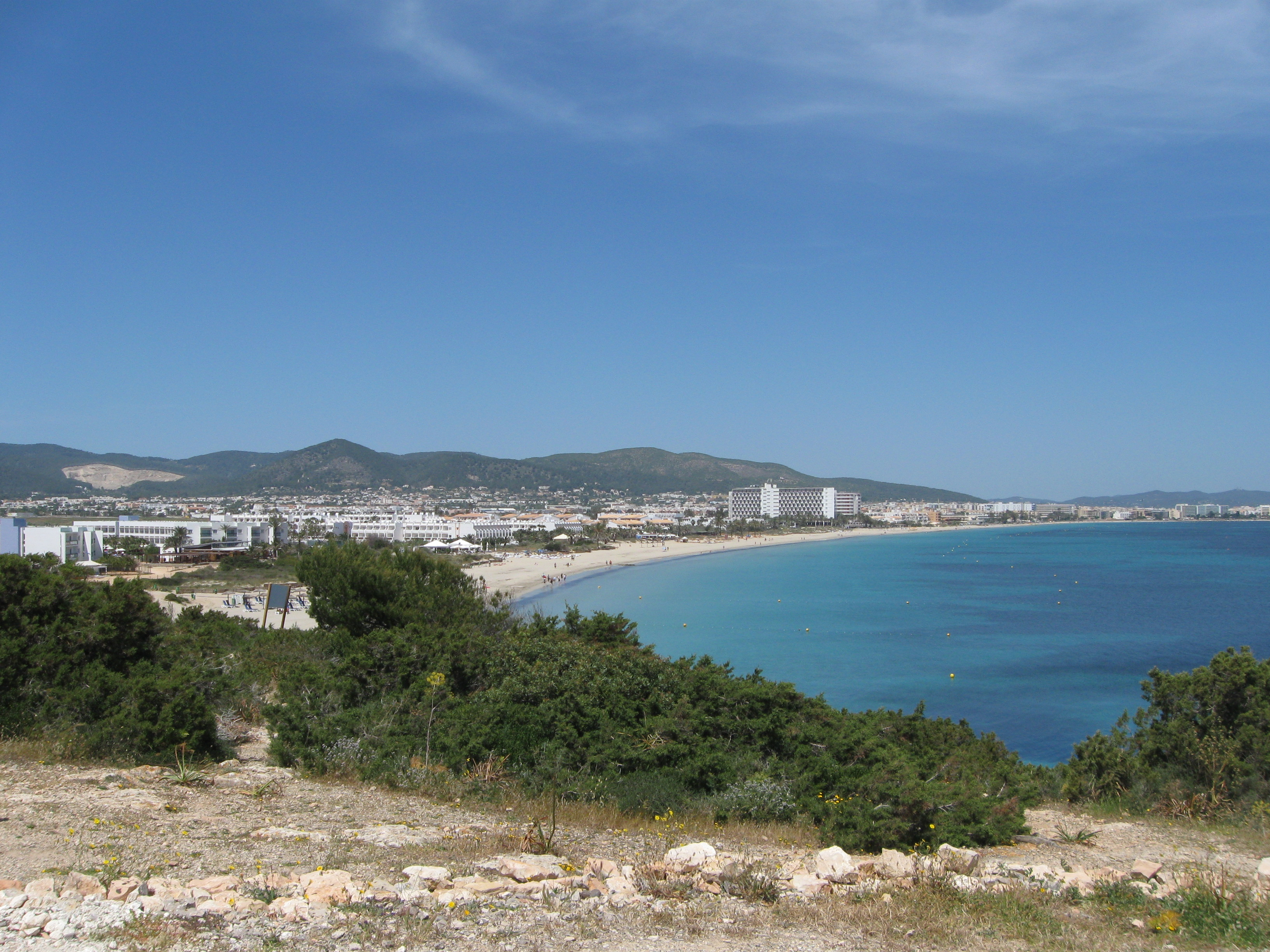
Spiaggia di Playa d'en Bossa

Platja d'en Bossa è un importante luogo di villeggiatura sull'isola spagnola di Ibiza, che si occupa principalmente del mercato dei pacchetti vacanza di tutto il mondo. Si trova nel comune di Sant Josep de sa Talaia, a circa 3 chilometri a sud della città di Ibiza. L'aeroporto principale dell'isola si trova a circa 3,2 chilometri.

## Descrizione
A 2,7 chilometri (1,7 miglia) di lunghezza, il resort ha le spiagge più lunghe dell'isola ed è caratterizzato da un grande complesso alberghiero, di ristoranti, negozi al dettaglio e proprietà residenziali. Ci sono sia edifici bassi che alti. Nei mesi estivi la zona è una delle località più frequentate dell'isola.

## Discoteca
Platja d'en Bossa è una località famosa per i suoi numerosi bar e discoteche. Uno dei cosiddetti super-club dell'isola chiamato Space, poi chiuso nel 2016. Questo club occupava quello che un tempo era il centro congressi ed esposizioni dell'isola. Nel 1987 è stato venduto ed è stato aperto come discoteca. All'inizio degli anni '90 i DJ del club iniziarono a svolgere le loro sessioni nella terrazza all'aperto accanto al club, e così iniziarono le leggendarie feste after hours che caratterizzano oggi. Nel corso degli anni si sono esibiti nel club molti DJ di fama mondiale tra cui Carl Cox, Paul Oakenfold, Erick Morillo, Groove Armada, Danny Tenaglia e Robbie Rivera. Negli ultimi anni un altro locale è diventato un luogo popolare per musica ed eventi. Si chiama Ushuaïa, che ha tenuto eventi per BBC Radio 1 a Ibiza. Dopo la chiusura della discoteca Space Ibiza nel 2016, Ushuaïa Entertainment ha acquistato il club e lo ha riaperto un anno dopo con il nome di Hï Ibiza. Il locale contiene una discoteca, un teatro e tre aree all'aperto.